# 니시하마촌 (효고현)
니시하마촌(西浜村)은 효고현 미카타군에 있던 촌이다. 현재의 신온센정의 북서단에 해당한다.